# Scott Horowitz
Scott Jay  Horowitz (Filadélfia, 24 de março de 1957) foi um astronauta norte-americano, veterano de quatro missões com os ônibus espaciais.
Engenheiro aeroespacial e piloto militar, graduou-se na Cal State University, Northridge em 1974-1978 e obteve seu doutorado em engenharia aeroespacial no Instituto de Tecnologia da Geórgia, ele foi selecionado para o curso de astronautas da NASA em 1992, indo quatro vezes ao espaço, três como piloto e uma como comandante do ônibus espacial.
Sua primeira missão foi em fevereiro de 1996, na STS-75 Columbia, que colocou satélites em órbita terrestre. Um ano depois, foi novamente piloto da STS-82 Discovery, uma missão de serviço ao telescópio espacial Hubble. Sua terceira e última missão como piloto se deu em maio de 2000, na STS-101 Atlantis, sua primeira viagem à Estação Espacial Internacional.
Horowitz foi pela última vez ao espaço como comandante da missão STS-105, da nave Discovery, em agosto de 2001, uma missão de dez dias nos quais os tripulantes fizeram experiências no módulo multi-uso italiano Leonardo e realizaram a troca de tripulação da ISS.
Em outubro de 2004 ele retirou-se da força aérea e da NASA, retornando à agência em 2005, para ocupar um  cargo de diretoria no programa de estudos que levará os Estados Unidos novamente a Lua na próxima década. No período em que esteve fora da NASA, ele desenvolveu idéias para o uso do combustível sólido em foguetes, fator crucial para o desenvolvimento do hardware que a NASA adotou para a futura exploração do sistema solar.
Integrante da Mars Society, uma associação que advoga que o foco do programa espacial norte-americano deva ser a ida do homem a Marte e o estabelecimento de colônias humanas no planeta vermelho, ele levou uma bandeirinha da associação em um de seus voos espaciais, que ficou hasteada no vácuo, acima da área de carga do ônibus espacial.